# Trygve Bratteli
Trygve Bratteli (ur. 11 stycznia 1910 w Nøtterøy, zm. 20 listopada 1984 w Oslo) – norweski polityk, członek Partii Pracy, więzień niemieckich obozów koncentracyjnych, parlamentarzysta i minister, w latach 1971–1972 i 1973–1976 premier Norwegii.

## Życiorys
Urodził się w rodzinie wielodzietnej, jego ojciec pracował jako szewc. Ukończył szkołę podstawową, po czym zarobkowo wykonywał różne prace fizyczne (m.in. brał udział w wyprawie wielorybników i pracował jako robotnik budowlany). Dołączył do Partii Pracy, w pierwszej połowie lat 30. był słuchaczem szkoły dziennej prowadzonej przez socjalistów na wyspie Malmøya. Poznał w tym czasie lidera partii Oscara Torpa, dzięki któremu w 1934 objął funkcję redaktora czasopisma „Folkets Frihet”. Później w tym samym roku został redaktorem periodyku „Arbeiderungdommen”, wydawanego przez partyjną młodzieżówkę AUF. Był sekretarzem tej organizacji od 1934 do 1940. Zajmował się też działalnością organizacyjną i publicystyczną. W 1940 objął funkcję sekretarza Partii Pracy. Po zajęciu Norwegii przez Niemcy w tym samym roku i wprowadzeniu zakazu działania ugrupowań politycznych zarobkował ponownie jako robotnik. W czerwcu 1942 został aresztowany, do kwietnia 1945 był więziony m.in. w obozach koncentracyjnych. Wspomnienia z tego okresu zawarł później w książce Fange i natt og tåke (1980).
Po wyzwoleniu powrócił do działalności politycznej. W latach 1945–1946 kierował AUF. W 1945 objął też funkcję wiceprzewodniczącego Partii Pracy, którą wykonywał przez dwadzieścia lat. W 1946 był przewodniczącym Forsvarskommisjonen, komisji obrony. W 1950 po raz pierwszy zasiadał w Stortingu, siedmiokrotnie z powodzeniem ubiegał się o reelekcję, wykonując mandat poselski do 1981. Był członkiem rządów Oscara Torpa i Einara Gerhardsena. Od listopada 1951 do stycznia 1955 oraz od grudnia 1956 do kwietnia 1960 sprawował urząd ministra finansów, od stycznia do lutego 1962 czasowo kierował tym resortem. Od kwietnia 1960 do sierpnia 1963 oraz od września 1963 do stycznia 1964 pełnił funkcję ministra transportu. W 1965 stanął na czele Partii Pracy, którą kierował do 1975.
Dwukrotnie zajmował stanowisko premiera – od marca 1971 do października 1972 oraz od października 1973 do stycznia 1976. Za pierwszym razem ustąpił, gdy w referendum Norwegowie zagłosowali przeciwko przystąpieniu państwa do Europejskiej Wspólnoty Gospodarczej. Po drugim odejściu z rządu pełnił jeszcze funkcję przewodniczącego frakcji poselskiej Partii Pracy.